# Клостерман, Чак
Чак Клостерман (англ. Chuck Klosterman, род. 5 июня 1972, Брекенридж, штат Миннесота, США) — американский писатель и эссеист, чья работа сосредоточена на американской поп-культуре. В разные годы являлся музыкальным обозревателем журнала Esquire, публицистом спортивного канала ESPN, а также вёл авторскую колонку «The Ethicist» для The New York Times Magazine. Автор одиннадцати книг, в том числе двух романов и сборника эссе «Sex, Drugs, and Cocoa Puffs». В 2002 году Клостерман был удостоен премии ASCAP Deems Taylor award в качестве музыкального критика.

## Детство и юность
Клостерман родился в Брекенридже, штат Миннесота, в католической семье Флоренс и Уильяма Клостерманов. Он был младшим из семи детей и имеет немецкие и польские корни. Детство Клостермана проходило на ферме в соседнем городе Уиндмер, штат Северная Дакота. В 1990 году он окончил среднюю школу Уиндмера, а в 1994 году — Университет Северной Дакоты.

## Карьера
После окончания колледжа Клостерман работал журналистом в городе Фарго (Северная Дакота), а затем репортером и художественным критиком в журнале Akron Beacon Journal города Акрона (штат Огайо), после чего переехал в Нью-Йорк — в 2002 году. С 2002 по 2006 годы он был главным публицистом и обозревателем музыкального журнала Spin. Также, Клостурман публиковался в таких изданиях, как GQ, Esquire, The New York Times Magazine, The Believer, The Guardian и The Washington Post. Впоследствии, его публикации публиковались отдельно в сборниках Best Music Writing, Best American Travel Writing и The Best American Nonrequired Reading. Хотя первоначально он получил признание как рок-критик, позднее Клостерман много писал о спорте и с 8 ноября 2005 года начал публиковаться на портале «Page 2» телеканала ESPN.
В 2008 году Клостерман провел лето в качестве приглашенного профессора литературы в институте американских исследований Лейпцигского университета.
Клостерман был первым редактором-консультантом ныне несуществующего сайта Grantland, посвященного спорту и поп-культуре. Основанного Биллом Симмонсом при финансовой поддержке ESPN.
В 2012 году Клостерман поучаствовал в съёмках документального фильма Shut Up And Play The Hits о музыкальной группе LCD Soundsystem; где взял центральное интервью у фронтмена коллектива — Джеймса Мёрфи.
В 2015 году Клостерман появился в 6 и 7 эпизодах первого сезона телесериала «Документалистика сегодня!», в качестве музыкального критика комментирующего вымышленную группу «The Blue Jean Committee».
В 2013 году была опубликована его восьмая книга под названием «I Wear the Black Hat». Она фокусируется на парадоксе злодейства в рамках сильно опосредованной культуры. Релиз девятой книги Клостермана, «But What If We’re Wrong? Thinking About the Present As If It Were the Past», состоялся 7 июня 2016 года. Она визуализирует современный мир таким, каким он будет казаться в будущем людям, которые будут воспринимать его как далекое прошлое.

## Личная жизнь
В 2009 году Клостерман женился на журналистке Мелиссе Маерц. У них двое детей.

### Нон-фикшн
- Fargo Rock City: A Heavy Metal Odyssey in Rural Nörth Daköta[англ.] (2001), юмористические мемуары / История о феномене глэм-метала
- Killing Yourself to Live: 85% of a True Story[англ.] (2005), дорожное приключение сосредоточенное на отношениях между рок-музыкой, смертностью и романтической любовью
- HYPERtheticals: 50 Questions for Insane Conversations (2010)[12]
- I Wear the Black Hat: Grappling with Villains (Real and Imagined)[англ.] (2013)[13]
- But What If We’re Wrong? Thinking About the Present As If It Were the Past[англ.] (2016)[14]

### Коллекции эссе
- Sex, Drugs, and Cocoa Puffs: A Low Culture Manifesto[англ.] (2003), сборник оригинальных эссе о поп-культуре, бестселлер
- Chuck Klosterman IV: A Decade of Curious People and Dangerous Ideas[англ.] (2006), сборник статей, ранее опубликованные колонки и полуавтобиографическая повесть
- Eating the Dinosaur[англ.] (2009), оригинальная подборка эссе о медиа, технологиях и знаменитостях
- Chuck Klosterman X: A Highly Specific, Defiantly Incomplete History of the Early 21st Century[англ.] (2017), сборник ранее опубликованных очерков и статей

### Художественные произведения
- Downtown Owl: A Novel[англ.] (2008), роман, описывающий жизнь в вымышленном городке Овл, штат Северная Дакота
- The Visible Man: A Novel[англ.] (2011), роман о человеке, который использует невидимость, чтобы наблюдать за другими
- Raised in Captivity[англ.] (2019), сборник из 34 эссеистических рассказов, описанных как «вымышленная художественная литература»